# Galeria Katowice
Galeria Katowice − galeria Śląskiego Okręgu Związku Polskich Artystów Fotografików mieszcząca się w Katowicach.
Galeria powstała pod koniec lat 70. XX wieku. W ciągu prawie trzydziestoletniej działalności w galerii prezentowane były wystawy fotografików polskich i obcych.